# Cot Leuot
Cot Leuot is een bestuurslaag in het regentschap Aceh Besar van de provincie Atjeh, Indonesië. Cot Leuot telt 226 inwoners (volkstelling 2010).